# Смилно
Смилно (словац. Smilno) — село и одноимённая община в округе Бардеёв Прешовского края Словакии.

## История
Впервые упоминается в 1250 году.
В селе есть римско-католический костел.

## Население
| Год:                | 1994 | 2004    | 2014    | 2024    |
| ------------------- | ---- | ------- | ------- | ------- |
| Количество человек: | 725  | 713     | 706     | 691     |
| Разница:            |      | −1,65 % | −0,98 % | −2,12 % |

Национальный состав населения (по данным последней переписи населения 2001 года):
- словаки — 98,39%
- чехи — 0,67%
- русины — 0,27%
- украинцы — 0,13%
- поляки — 0,13%

Состав населения по принадлежности к религии состоянию на 2001 год:
- римо-католики — 94,76%,
- греко-католики — 4,03%,
- православные — 0,81%,
- протестанты — 0,13%,
- не считают себя верующими или не принадлежат к одной вышеупомянутой церкви — 0,27%